# Akrapovič

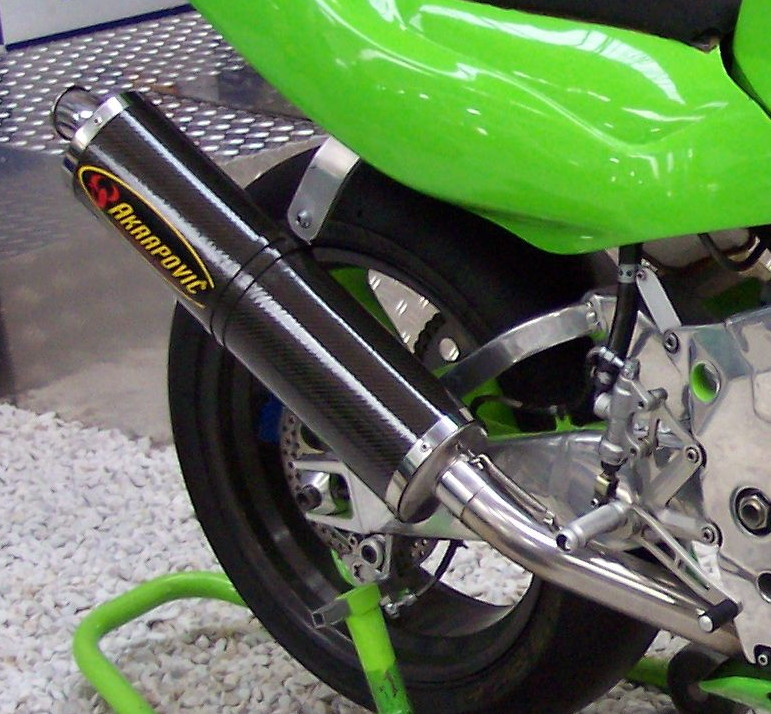
Akrapovič avgassystem på en Kawasaki ZXR 750 RR

Akrapovič är en slovensk tillverkare av avgassystem, primärt för motorcyklar men även för bilar. Företaget grundades 1990 av den slovenske racerföraren Igor Akrapovič.
Företagets avgassystem är en vanlig syn på motorcyklar som används i MotoGP, Superbike, Supermoto, Motocross och Rally.
Från grundandet till maj 2010 hade företagets avgassystem använts i totalt 38 världsmästerskap.